# 替利洛尔

Thieme ChemDrug合成方法： Patent: Precursor: Sino: HPLC:

替利洛尔（商品名：Selecal）是一种含氮有机化合物，化学式C
17H
24N
2O
3，能作为β受体阻滞剂。